# 鲜明胡同
鲜明胡同，是位于北京市西城区中部的一条胡同。

## 简介
鲜明胡同位于西城区中部，南北走向，北到砖塔胡同，南到三道栅栏胡同。全长180米，平均宽度为4米。明朝称显灵宫，因此处的道教宫观显灵宫而得名，1965年改名为鲜明胡同。显灵宫创建于明朝永乐年间，起初名为天将庙，奉祀萨真人、王灵官。明朝成化初年，始称作显灵宫。如今大部分已被拆除，改建成了国家机关的宿舍。2010年代初，北京市西城区人民政府发布拆迁计划，砖塔胡同、三道栅栏胡同、小珠帘胡同等均在拆迁计划中，能仁胡同、鲜明胡同已基本被拆光。原鲜明胡同西侧建成了“西城晶华”居民小区。